# Ван Цзяньлінь
Ван Цзяньлінь (кит. спр. 王健林, піньїнь: Wáng Jiànlín; нар. 24 жовтня 1954, повіт Цансі, Сичуань, Китайська Народна Республіка) — китайський підприємець, філантроп, депутат Всекитайських зборів народних представників.
У рейтингу журналу Forbes в 2015 році посів перше місце серед китайських мільярдерів зі статком $24,2 млрд.

## Біографія
Народився 24 жовтня 1954 року в родині ветерана китайської Червоної Армії. У нього чотири молодших брати. Одружений, має сина.

### На державній службі
У 15 років добровільно пішов служити в армію. У 1976 вступив у Комуністичну партію Китаю.
1978 року став командиром взводу.
1986 року закінчив Ляонінський університет, звільнився з армії і влаштувався на роботу в адміністрацію міста Далянь.

### Підприємницька діяльність
У 1988 році заснував Dalian Wanda Group, вклавши $130 тис.
У 1989 став генеральним директором державної будівельної компанії Xigang Housing Development Corporation, перетвореної в акціонерне товариство.
Спочатку Dalian Wanda Group займалася будівництвом офісної та житлової нерухомості. У 2000 році почала реалізацію першого проєкту компанії в сфері комерційної нерухомості — Wanda Plaza, зараз у Китаї побудовано 107 таких центрів, на їх території розташовуються магазини, готелі, апартаменти, розважальні комплекси. З 2008 року компанія розвиває курортний напрямок, інвестувавши $3 млрд у найбільший гірськолижний курорт Китаю Wanda Changbaishan International Resort, відкритий у 2012 році.
У 2012 Dalian Wanda Group придбала за $2,6 млрд контрольний пакет американської AMC Entertainment, що займає друге місце в світі серед операторів кінотеатрів, Ван Цзяньлинь є головою її ради директорів.
У 2013 представив громадськості проєкт будівництва китайського аналога Голлівуду в місті Ціндао на березі Жовтого моря, який буде включати найбільшу в світі кіностудію, тематичний парк, музей кінематографії, музей воскових фігур, яхт-центр, готелі і ресторани і відкриється частково в 2016.
В грудні 2014 відкритий тематичний парк в Ухані, в проєкт вкладено $1,1 млрд. Всього в будівництво близько 200 парків розваг до 2020 року планується інвестувати $32 млрд.

### Суспільно-політична діяльність
Wanda Group є одним з приватних підприємств, що лідирують за розміром благодійних пожертвувань в Китаї, за 20 років нею пожертвувані кошти на суму понад 1,3 млрд юанів.
Ван Цзяньлинь — депутат китайського парламенту, входить до Народної політичної консультативної ради Китаю, був делегатом 17 з'їзду КПК.